# 짐바브웨
짐바브웨 공화국(영어: Republic of Zimbabwe, /zɪmˈbɑːbweɪ, -wi/) 또는 짐바브웨는 남아프리카의 내륙국으로, 잠베지강과 림포포강 사이에 위치하고 있으며, 남아프리카 공화국, 보츠와나, 잠비아, 그리고 모잠비크와 국경을 맞대고 있다. 짐바브웨의 수도이자 최대도시는 하라레이다. 짐바브웨에는 대략 1,400만 명이 살고 있으며, 영어, 쇼나어, 은데벨레어를 포함한 16개의 공용어가 쓰이고 있다.
현재의 짐바브웨 지역은 11세기부터 이주와 교역이 오가는 주요 경유지의 역할을 하였으며, 로즈비 제국과 마트와카지 등 여러 조직화된 국가와 왕국들이 세워지기도 하였다. 1890년, 당시 세실 로즈이 이끌던 영국 남아프리카 회사가 군주국이 있었던 마쇼날랜드를 정복하고, 이어 1893년 제1차 마테벨레 전쟁에서 은데벨레 왕국을 이기며 마타벨렐란드를 정복하며 처음으로 현재 짐바브웨의 경계를 표시하였다. 1923년, 오랫동안 각각 나뉘어 통치되었던 마쇼날랜드와 마타벨렐란드 지역을 백인 식민주의자 세력 주도 하에 하나의 영국 자치령인 남로디지아로 통합하는 안에 대한 국민 투표를 실시했으나, 이는 흑인 원주민들을 제외한 소수의 백인 거주민들만 참여할 수 있었다. 1965년, 소수 백인들로 구성된 보수주의 정부는 로디지아로 일방적인 독립 선언을 하였다. 그 이후 로디지아는 국제적인 고립과 15년 동안 흑인 민족주의 세력과의 내전을 겪어야 했고, 이후 보편적 선거권을 명시한 평화 협정을 체결하였고 1980년 4월 짐바브웨의 공식 출범으로 이어졌다. 짐바브웨는 영연방을 가입했었으나, 2002년 당시 정부의 국제법 위반으로 회원자격을 박탈당하였으며, 2003년 12월 탈퇴하게 되었다. 짐바브웨는 현재 유엔, 남아프리카 개발 공동체, 아프리카 연합, 동남아프리카 공동시장의 회원국이다. 짐바브웨는 한때 크게 번성하였다고 해서 "아프리카의 보석"으로 불리었다.
소수 백인 정권이 물러나고 소속 정당인 ZANU-PF가 선거에서 이겨, 1980년 카난 바나나는 짐바브웨의 대통령에 취임하고 로버트 무가베는 짐바브웨의 총리에 임명되었다. 바나나가 1980년부터 1987년까지 대통령을 하고 있다가 무가베가 바나나를 동성연애 혐의로 체포한 후 대통령 직을 박탈 시키고 본인이 대통령에 취임했으며 바나나를 그 혐의로 구속 수감 시켰다. 바나나는 탈옥 후 우간다로 도주했으며 이후 영국으로 망명한 다음 2003년에 런던에서 사망했다. 무가베는 1987년부터 2017년 사임할 때까지 짐바브웨의 대통령직을 수행하였다. 무가베의 독재 정권 아래, 국가 안보 조직이 짐바브웨를 관리하고 광범위한 인권 침해 행위가 자행되었다. 무가베는 냉전시대의 사회주의 혁명적 문구를 인용하며, 짐바브웨의 경제불안을 서구 자본주의 국가들의 탓으로 돌렸다. 데즈먼드 투투 대주교는 무가베를 "만화에서 나올 듯한 전형적인 아프리카 독재자의 대명사"라고 칭했지만, 당시의 아프리카 정치 지도자들은 무가베의 반제국주의 정체성으로 인해 그를 비난하기를 꺼렸다. 짐바브웨는 1990년대 이후 경제 침체를 겪으며 여러 차례의 경제 파탄과 초인플레이션 현상을 겪었다.
2017년 11월 15일, 짐바브웨의 경제 침제와 함께 무가베 정권에 대한 시위가 1년 동안 지속되면서, 무가베는 짐바브웨 군부가 일으킨 쿠데타에 의해 가택 연금되었다. 2017년 11월 19일, ZANU-PF는 로버트 무가베를 당 대표에서 해임하고, 에머슨 음낭가과 전 부통령을 그 자리에 임명했다. 무가베 대통령은 2017년 11월 21일 탄핵 절차가 마무리되기 전 사표를 제출했다. 2018년 7월 30일 짐바브웨 총선이 시행되었고, 에머슨 음낭가과가 이끄는 ZANU-PF당이 집권 여당이 되었다. 짐바브웨의 제1야당인 MDC 연합을 이끌던 넬슨 차미사는 선거 결과에 이의를 제기하고 짐바브웨 헌법 재판소에 헌법소원을 제출했다. 법원은 음낭가과의 당선을 확정하며, 무가베에 이어 새로 선출된 대통령이 됐다.

## 어원
"짐바브웨"라는 이름은 그레이트 짐바브웨 시대 당시 쓰였던 쇼나어 지명으로, 짐바브웨 남동부에 위치한 고대 도시(현재는 짐바브웨의 보호구역으로 지정된)를 일컬었던 것에서 기원한다. 많은 출처에 따르면 "짐바브웨"는 드짐바-드자-마브웨에서 유래했다고 전해지는데, 이는 쇼나어 중 카랑가 방언에서 "돌집들이 모여있는 곳" (드짐바는 "집"인 임바의 복수형; 마브웨는"돌"인 브웨의 복수형)으로 번역된다. 카랑가 방언을 사용하는 쇼나족은 아직도 그레이트 짐바브웨 지역에서 거주하는데, 이는 현재 짐바브웨의 마스빙고주 지역에 해당한다. 한편 고고학자 피터 가레이크는 "짐바브웨"는 드짐바-훼의 축약된 형태라고 주장하였는데, 이는 쇼나어의 제즈루 방언으로 "공경받는 집들"을 의미하며, 보통 추장들의 집이나 무덤을 일컬었다고 전해진다.
짐바브웨는 남로디지아 (1898), 로디지아 (1965), 그리고 짐바브웨 로디지아 (1979)로 알려져 있었다. "짐바브웨"가 처음으로 국가를 지칭하는데 쓰인 것은 1960년 흑인 민족주의자 마이클 마웨마가 주조한 주화이며, 1961년 짐바브웨 국민당이 공식적으로 처음 짐바브웨라는 국명을 사용하기 시작하였다. 반면 "로디지아"는 19세기 말 짐바브웨 지역을 영국의 식민지배를 받게 한 세실 로즈의 이름에서 따온 것으로, 아프리카 민족주의자들에게 그 기원과 함축된 의미가 부적절하다고 인식되었다.
마이클 마웨마에 따르면, 흑인 민족주의자들은 1960년 로디지아의 새 국명을 정하기 위해 회의를 열었는데, 압도적인 지지를 받은 마웨마의 "짐바브웨" 이전에 "마트쇼바나"와 "모노모타파" 등의 이름이 제의되었다고 한다. 한편 마타벨렐란드의 민족주의자들은 불라와요 남쪽의 마토포 구릉에서 유래한 "마토포스"를 제의하였다.
언제부터 짐바브웨가 국명으로 사용되었는지는 불분명하나, 마이클 마웨마가 1961년에 쓴 기록에 "짐바브웨랜드"가 등장하였고, 1962년부터는 "짐바브웨"가 흑인 민족주의 운동에서 널리 사용되기 시작하였다. 흑인 민족주의자 에디슨 즈보그고는 2001년 인터뷰에서 마웨마가 집회 도중 짐바브웨를 언급하였고, 그때부터 짐바브웨가 자연스레 널리 언급되었다고 회상하였다. 흑인 민족주의자 세력들은 1964년에서 1979년까지 이어진 제2차 짐바브웨 해방전쟁 당시 로디지아 정부에 대항하여 짐바브웨라는 국명을 계속하여 사용하였다. 전쟁 당시 주요한 단체는 짐바브웨 아프리카 민족 연맹 (ZANU, 1975년부터 로버트 무가베 지도)과 짐바브웨 아프리카 인민 연맹 (1960년대 초 설립부터 조슈아 은코모 지도) 등이 있다.

## 역사

### 1887년 이전

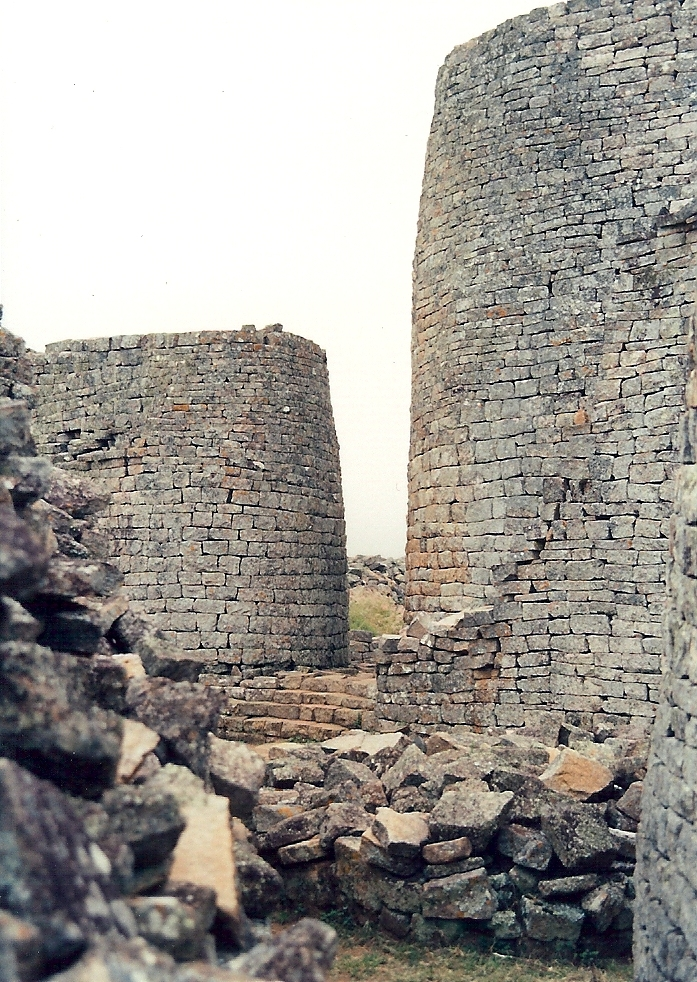
그레이트 짐바브웨의 유적.

고고학적 기록에 따르면, 오늘날 짐바브웨 지역에 인류가 정착한 시기는 최소 10만 년 전으로 거슬러 올라간다. 그 중에서 가장 먼저 정착한 집단은 화살촉과 동굴 벽화를 남긴 산족으로 알려져 있다. 약 2,000년 전 반투족의 대이동 시기에 반투어족 계통 언어를 사용하는 농경민 집단이 현재의 짐바브웨 지역에 정착했다.
현재 쇼나어의 원어를 사용한 집단사회는 9세기에 림포포 강 중턱 지역에 처음으로 출현하였으나, 이후 짐바브웨의 고원지대로 이주하였다. 짐바브웨 고원지대는 이후 10세기에 쇼나족 국가들의 중심지가 되었다. 10세기 초에 인도양 연안지역에 아랍 상인들과의 교역이 발달하게 되면서, 11세기에 마붕구브웨 왕국이 발전하는데도 기여하였다. 마붕구브웨 왕국은 13세기에서 15세기까지 현재의 짐바브웨 지역을 장악한 여러 쇼나족 문명들의 선구국가 역할을 하였고, 현재 그레이트 짐바브웨, 마스빙고, 그리고 여러 소도시에 소재한 유적에서 그 흔적을 찾아볼 수 있다. 마붕구브웨 왕국의 주요 유적에서는 그만의 독특한 건석 건축양식을 발견할 수 있다.
포르투갈에서 온 유럽인 탐험가들이 짐바브웨에 도착하였을 당시, 마붕구브웨 왕국은 짐바브웨 지역에서 가장 먼저 무역국가로 발전하고 있는 국가들 중 하나였다. 짐바브웨의 무역국가들은 황금, 상아, 구리 등을 옷감과 유리로 물물교환하는 형태의 교역을 진행하였다.
1300년에서 1600년 사이 짐바브웨 왕국이 마붕구브웨 왕국을 능가하게 되었다. 짐바브웨 왕국은 마붕구브웨 왕국이 세워놓은 석조 문명을 정제하고 확장하여 현재의 그레이트 짐바브웨 유적을 남겼다. 이후 1450년에서 1760년 사이에 무타파 제국이 짐바브웨 지역을 장악하였다. 무타파 제국은 현재의 짐바브웨를 포함하여 모잠비크 중부 지역까지 영향력을 행사하였다. 무타파 제국은 므웨네 무타파, 모노모타파, 그리고 "문후무타파" 등의 명칭으로도 불리었는데, 아랍인과 포트투갈인들에게 제국 내의 전략적 무역로로 잘 알려져 있었다. 포르투갈인들은 이 무역로를 독차지하기 위해 여러차례 전쟁을 일으켰고, 이는 17세기 초 무타파 제국을 몰락하게 하는데 크게 작용하였다.

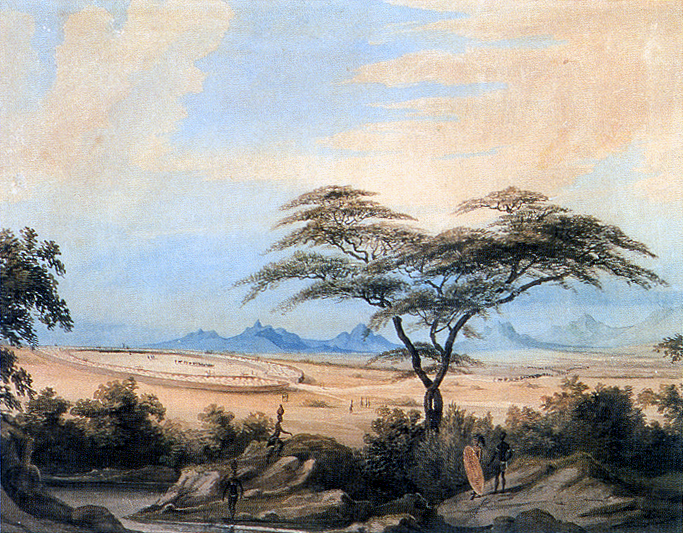
마테벨레의 한 연대 부락의 모습. 1836년 윌리엄 콘왈리스 해리스 작.

짐바브웨 지역 내에 유럽인의 영향력에 대응하여 새로운 쇼나족 국가가 출현하였는데, 바로 로즈비 제국 (1684-1834)이다. 로즈비 제국은 수세기 동안 군사적, 정치적 그리고 종교적 발전을 이루어내면서, 짐바브웨 고원에서 무력으로 포르투갈인들을 축출하게 되었다. 로즈비 제국은 짐바브웨 왕국과 마붕구브웨의 석조 문명을 그대로 계승하는 동시에, 머스킷을 무장체계에 새롭게 도입하고 침략에 대비해 전문 군인들을 모집하였다.
1821년, 줄루족 출신의 장군 음질리카지 쿠말로가 줄루 왕국의 국왕 샤카에 봉기를 일으켜 자신만의 족벌, 은데벨레를 세운다. 은데벨레인들은 북쪽의 트란스발으로 진격하였으나, 진격 과정에서 지역이 크게 파괴되면서 이후 초토화되기까지 하였다. 1836년 보어인들이 트란스발 지역에 유입되기 시작하자, 은데벨레인들은 츠와나인들과 그리콰족들의 지원을 받아 더 북쪽으로 이주하였다. 1838년 은데벨레인들이 로즈비 제국을 포함한 여러 쇼나족 국가들을 정복하면서, 로즈비 제국은 은데벨레의 종속국으로 전락하게 되었다.
1840년, 음질리카지와 은데벨레인들은 남아프리카 지역을 잃게 되면서 현재의 짐바브웨 마타벨렐란드 지역에 영구적으로 정착하게 되면서, 불라와요를 수도로 건설하였다. 음질리카지는 은데벨레의 군사 조직을 연대 부락으로 정비하면서 이후 보어인의 침략에 대비하였다. 음질리카지는 1868년에 격렬한 권력 투쟁 도중 사망하였고, 그의 아들인 로벤굴라가 왕위를 계승하였다.

### 식민지 시대와 로디지아 (1888-1964)

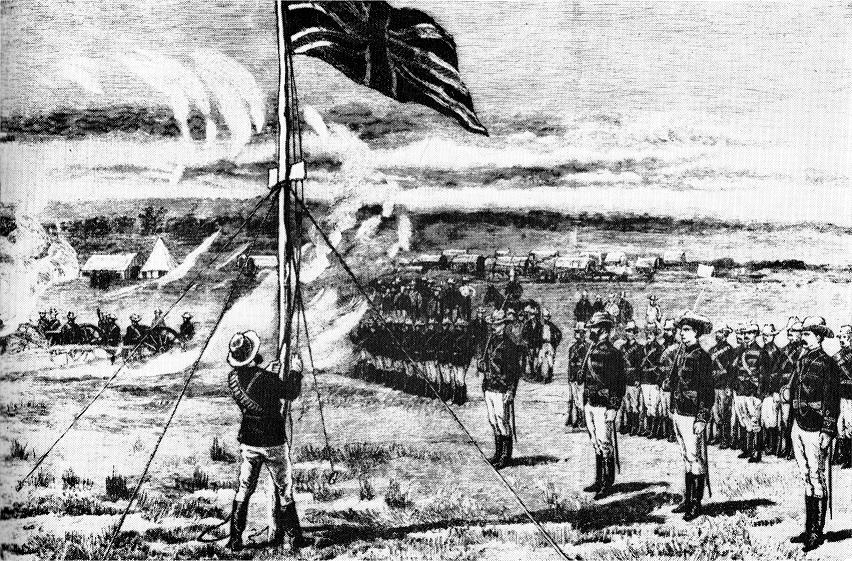
1890년 9월 13일 솔즈버리에서 대영제국의 국기인 유니언 잭이 게양되는 모습.

1880년대부터 세실 로즈의 영국 남아프리카 회사와 함께 유럽 개척민들이 지역에 진출하기 시작하였다. 1888년 로즈는 당시 은데벨레 국왕 로벤굴라에게서 광산 채굴권을 허가받았고, 이후 이 채굴권을 토대로 당시 영국 정부에게 마타벨렐란드와 마쇼날랜드 지배에 대한 칙허장을 요구하였다.
로즈는 1890년 영국 남아프리카 경찰 (British South Africa Police, BSAP)과 파이오니어 칼럼 (Pioneer Column, 유럽인들로 구성)을 마테벨렐란드와 마쇼날랜드에 파견, 솔즈버리 요새 (현재의 하라레)를 건설함으로써 영국 남아프리카 회사의 지배가 시작되었다. 이후 1893년과 1894년, 맥심 기관총이 새롭게 도입되면서, BSAP가 은데벨레와의 제1차 마테벨레 전쟁에서 우위를 점할 수 있었다. 로즈는 이후 림포포강과 탕가니카호 사이를 가로지르는 "잠베시아" 지역을 점유하기 위해 추가적인 협상을 진행하였다.
이후 "잠베시아" 지역에 대한 권리가 여러 조약들을 통해 영국 남아프리카 회사에게 이양되면서, 곧바로 유럽인들의 대규모 정착이 장려되었고, 해당 지역의 노동력, 귀금속, 그리고 기타 광물류에 대한 영국의 통제가 지속되었다.
1895년, 영국 남아프리카 회사는 식민지 건설에 크게 기여한 세실 로즈를 기려 "로디지아"라고 새롭게 지역을 명명하였다. 1898년 잠베지 남부 지역을 공식적으로 "남로디지아"라고 명명하였으며, 이는 이후 다시 "짐바브웨"로 국명을 변경하는 주요한 원인이 되었다. 한편, 잠베지 북부 지역은 별도의 관리를 받게 되며 북로디지아 (현재의 잠비아)로 명명되었다. 이후 트란스발 공화국에서 세실 로즈가 개입한 제임슨 습격 (1895년 12월 - 1896년 1월)이 발생하는 과정에서, 은데벨레인들이 종교 지도자 믈리모를 중심으로 백인 정권에 대항하였다. 제2차 마타벨레 전쟁은 1896년 영국 측이 믈리모를 암살하며 마테벨렐란드에서 마무리되었다. 한편 쇼나족 세력은 1897년까지 영국 남아프리카 회사 지배에 대항하며 몇차례의 봉기를 일으켰으나 모두 실패하였다.
몇차례의 소요 사태가 발생한 이후, 로즈 정부는 은데벨레인과 쇼나족 세력을 완전히 진압하고 토지를 유럽인들을 중심으로 배분하였으며, 이를 위해 많은 토착민들을 원래 거주지에서 쫓아내었다.
영국은 남로디지아를 1923년 9월 12일에 합병하였다. 1923년 10월 1일, 새로운 대영제국의 식민지로 선포된 남로디지아의 첫 헌법이 발효되었다.

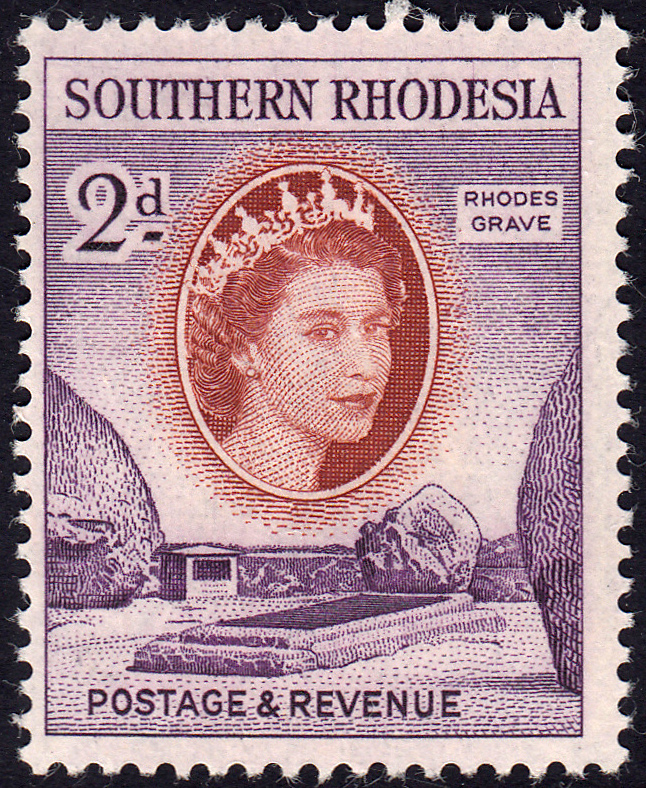
1953년 발행된 남로디지아의 우표. 엘리자베스 2세의 초상화가 새겨져 있다.

남로디지아는 새로운 헌법 아래 1922년 실시한 국민투표 결과에 따라 대영 제국의 자치령이 되었다. 20세기 초에 발생한 두번의 세계 대전에서 남로디지아는 인종과 관계없이 모든 국민들이 영국군에서 복무하였다. 남로디지아는 1차와 2차 세계 대전 기간 모두를 포함하여 대영제국에서 영국 본국을 포함해 가장 많은 1인당 기여도를 기록하였다.
1930년 제정된 토지 분배법은 흑인의 토지 소유권을 남로디지아의 일정 지역으로 제한하였고 소수의 백인들에게만 국토 대부분의 토지에 대한 매매를 허가하였다. 토지 분배법 제정은 곧바로 급격한 불평등 심화로 이어졌고, 이후 토지개혁이 빈번히 제기되는 계기가 되었다.
1953년 영국은 남로디지아와 북로디지아, 그리고 니아살랜드 (현재의 말라위)를 로디지아 니아살랜드 연방으로 통합하였다. 그러나 연방에서 점차 성장하는 아프리카 민족주의과 통합에 대한 반대에 부딪혀, 1963년 영국이 연방을 다시 3곳의 식민지로 분리하였다. 이후 북로디지아와 니아살랜드에는 다인종 민주주의가 도입되었으나, 남로디지아에서는 계속하여 소수 백인 정권의 지배가 이어졌다.
1964년 10월 북로디지아가 잠비아로 독립하게 되면서, 이언 스미스의 로디지아 전선 (Rhodesian Front, RF) 정권은 남로디지아에서 로디지아로 국명을 변경하였다. 스미스는 당시 영국의 식민지 정책인 "다수결의 결정이 없는 한 독립이 불허된다"에 효과적으로 거부하기 위해, 1965년 11월 11일 영국에 일방적 독립 선언 (Unilateral Declaration of Independence, UDI)을 선포하였다. 이는 1776년 미국 독립선언 이후 최초로 반란 세력에 의해 취해진 대영제국으로부터의 독립으로, 스미스와 로디지아 전선 정권은 미국의 전례를 이용해 자신들의 행동을 정당화하였다.

### 일방적 독립 선언과 내전 (1965-1980)

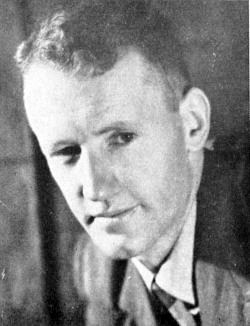
1954년 이언 스미스의 로디시아 니아살랜드 연방 의원 당시의 모습.

일방적 독립 선언 (Unilateral Declaration of Independence, UDI) 이후, 영국 정부는 스미스 정권과 1966년과 1968년에 회담을 추진하였으나 별 성과 없이 끝나면서 유엔에 로디지아에 대한 경제 제재를 요청하였다. 1966년 12월 유엔이 이에 결의하면서 사상 최초로 자치 국가에 대한 강제적인 금수조치가 행해졌다. 이 조치는 1968년에 그 범위가 확대되었다.
영국은 로디지아의 독립 선언을 반란 행위로 간주하였으나, 지배권을 회복하려는 어떤 무력 조치도 행하지 않았다. 한편 조슈아 은코모의 짐바브웨 아프리카 인민 연맹 (Zimbabwe African People's Union, ZAPU)과 로버트 무가베의 짐바브웨 아프리카 민족 연맹 (Zimbabwe African National Union, ZANU)은 공산 진영과 주변 아프리카 국가의 적극적인 지지를 받으며, 로디지아의 소수 백인 정권에 대항해 게릴라전을 전개하였다. ZAPU는 소련, 바르샤바 조약 기구와 쿠바의 지지를 받으며 마르크스-레닌주의 이데올로기를 채택하였고, ZANU는 중화인민공화국과 협력하며 마오쩌둥 사상을 채택하였다. 스미스는 1969년 실시한 국민투표의 결과에 따라, 이듬해 로디지아를 공화국으로 선포하였으나, 국제사회의 인정을 받지 못하였다. 잇따라 로디지아의 내부 갈등은 더욱 격화되었고, 이후 스미스 정부가 공산주의자 세력들과 협상을 진행하게 되었다.

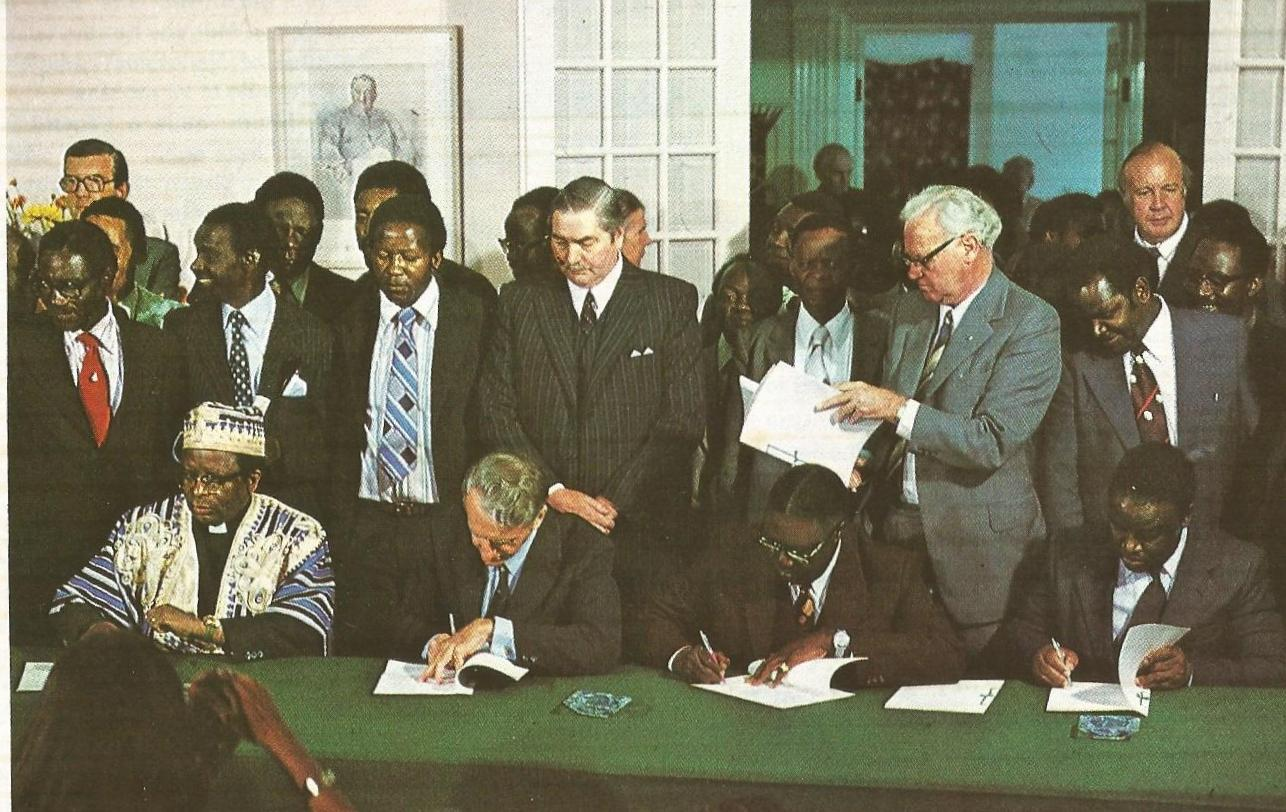
로디지아 내부 합의 당시의 모습 (왼쪽부터 아벨 무조레와, 이언 스미스, 제레미아 치라우, 은다바닝기 싯홀).

1978년 3월, 스미스 정부는 아벨 무조레와 주교의 주도 하에 세명의 아프리카 지도자들과 합의를 도출하였다. 무조레와는 다인종 참여 민주주의를 대가로 로디지아 내 백인 인구의 체재 유지에 대한 편의를 제의하였다. 합의의 결과로 1979년 4월 총선이 실시되었고, 아프리카 연합 국민 회의 (United African National Council, UANC)가 의회 의석의 과반수를 차지하게 되었다. 1979년 6월 1일, UANC 대표 무조레와가 총리로 부임하면서 국명이 짐바브웨 로디지아로 변경되었다. 이전 정부와의 협의로 로디지아 보안군, 행정부, 사법부, 그리고 입법부의 1/3 의석에서의 기존 백인들의 공직을 유지하였다. 같은 해 6월 12일, 미국 상원이 로디지아에 대한 경제 제재를 해제하는데 결의하였다.
1979년 8월 1일에서 7일까지 잠비아 루사카에서 개최된 제5차 영연방 회원국 수뇌회담 (Commonwealth Heads of Government Meeting, CHOGM) 직후, 영국 정부는 무조레와, 무가베, 그리고 은코모를 런던의 랭커스터 하우스에서 열리는 헌법 회의에 초청하였다. 당시 회의의 목적은 독립 헌법의 조항에 대한 논의와 합의를 도출하고, 짐바브웨 로디지아가 영국으로부터의 합법적인 독립을 위해 영국 당국의 감시 하에 선거를 진행하는 것이였다.
당시 영국 외무장관 피터 캐링턴이 함께 참여하면서 회의는 1979년 9월 10일부터 12월 15일까지 47차례의 총회로 계속되었다. 1979년 12월 21일, 모든 대표들이 랭커스터 하우스 협정에 조인하면서, 로디지아 내의 게릴라전이 종식되었다.
1979년 12월 11일, 로디지아 의회는 로디지아의 영국 식민지로의 회귀에 만장일치하였다. 법안은 이후 상원을 통과하고 대통령의 동의를 받았다. 1979년 12월 12일 오후 2시경 크리스토퍼 소임스 총독이 도착하면서, 영국은 짐바브웨 로디지아를 남로디지아 보호령으로 공식 발표하였으나, 12월 13일 소임스 총독이 자신의 임기 동안 로디지아와 짐바브웨 로디지아의 국명을 계속하여 사용할 수 있다고 밝혔다. 12월 12일 영국이 로디지아에 대한 경제 제재를 해제하였고, 유엔이 12월 16일 잇따라 제재를 해체하며, 12월 21일 유엔 회원국들에게 로디지아에 대한 제재 해제를 요구하였다. 이에 따라 잠비아, 모잠비크, 탄자니아, 앙골라 그리고 보츠와나가 12월 22일과 23일에 제재를 해제하였고, 호주 정부는 12월 18일 경제 제재를 제외한 모든 제재를 해제, 12월 21일에는 경제 제재를 해제하였다.
1980년 2월 총선에서 로버트 무가베와 짐바브웨 아프리카 민족 연맹 (ZANU)이 압승하였다. 찰스 영국 왕세자는 1980년 4월 하라레에서 열린 공식 행사에서 영국 대표로 참석하여, 새롭게 출범한 짐바브웨에 공식적으로 독립을 승인하였다.

### 짐바브웨의 독립 이후 (1980-현재)
짐바브웨의 독립 직후 카난 바나나가 초대 대통령으로 부임하였으나 당시 대통령의 역할은 국가 원수로서의 의례만을 담당하였다. 한편 짐바브웨 아프리카 민족 연합 (Zimbabewe African National Union, ZANU) 대표 로버트 무가베는 짐바브웨의 첫 총리이자 행정수반으로 부임하였다.

#### 구쿠라훈디 대학살 (1983-87)
짐바브웨 마테벨렐란드 지역에서 무가베 정권의 출범을 쇼나족의 정권 탈취로 바라보게 되며 반정부주의의 움직임이 일어났다. 이후 마타벨레란드 지역에서 은데벨레인들과 쇼나족간의 갈등이 격화되었고 이는 구쿠라훈디 (쇼나어: "봄비가 내리기 전에 일찍 겨를 씻어내는 비") 대학살로 이어졌다. 짐바브웨 총리가 직접 보고를 받으며 북한의 군사훈련을 받은 정예부대인 짐바브웨 제5여단은 마타벨렐란드에 진입하여 수천명의 민간인들을 "반체제 인사"들을 지지하였다는 혐의로 학살하였다.
5년 동안 지속된 구쿠라훈디 작전 동안 사망자 수가 3,750명에서 80,000명 정도로 추정된다. 이외의 또다른 수천명들이 군 수용소에서 고문받았다. 1987년 은코모와 무가베가 자신들의 정당을 짐바브웨 아프리카 민족 연맹 - 애국 전선 (ZANU-PF)으로 합당하는데 합의하며 공식적으로 구쿠라훈디가 종료되었다.

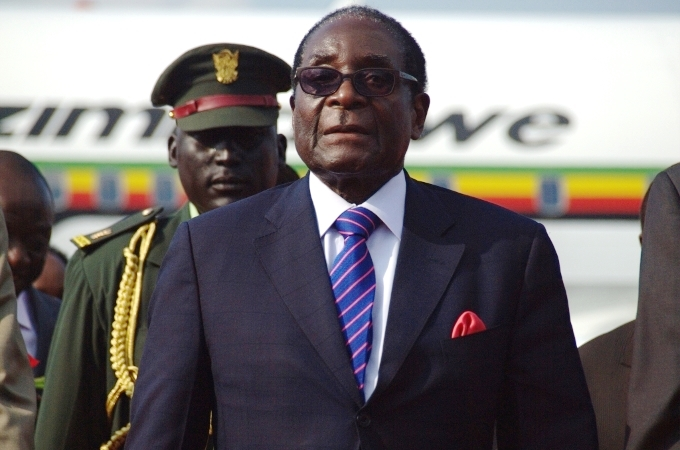
2011년 7월 남수단의 독립기념일 행사에 참석한 당시 짐바브웨 대통령 로버트 무가베의 모습.

무가베와 ZANU-PF당은 1990년 3월 총선에서 120석 중 117석을 차지하였다.
1990년대부터 학생, 노동조합, 그리고 노동자들이 무가베 정권과 ZANU-PF의 정책에 대한 불만이 커지며 시위가 잦아졌다. 1996년, 공무원, 간호사, 그리고 의사들이 봉급 문제로 파업을 시작했다. 잇따라 짐바브웨 국민의 전반적인 건강이 현저한 변화를 보였고; 1997년에는 전체 인구의 25%가 당시 남아프리카 지역에서 유행하였던 HIV에 감염된 것으로 추정된다.
1997년 토지 재분배 문제도 다시 한번 ZANU-PF 정권의 주요 국정 과제로 떠올랐다. 1980년대부터 토지 개혁 프로그램을 추진해왔으나, 여전히 전체 인구의 0.6%가 짐바브웨 전체 농지의 70%를 차지하였다.
2000년, 무가베 정권은 토지를 소수 백인 인구에게서 대다수의 흑인 인구로 재분배하기 위해 강제적으로 토지를 매입하는 패스트트랙 토지개혁 프로그램을 추진하였다. 백인 소유의 농지를 몰수하고, 가뭄이 지속되며, 외부금융과 기타 지원이 크게 감소하면서 짐바브웨의 주요한 수출품이었던 농산물의 생산량도 크게 감소하였다. 이후 58,000명의 흑인 영세 농부들이 황폐화된 농지를 소규모로 복구하여 제한적인 성공을 거두었다.
무가베 대통령과 ZANU-PF 지도부는 광범위적으로 국제적 제재를 받았다. 2002년, 짐바브웨는 무분별한 농장 몰수와 노골적인 부정 선거로 영연방의 회원국 자격이 유예되었다. 이듬해, 짐바브웨 정부는 자진적으로 영연방 회원 자격을 해지하였다. 2001년, 미국 입법부는 짐바브웨 민주주의와 경제 회복에 관한 법안 (Zimbabwe Democracy and Economic Recovery Act, ZDERA)을 제정하였다. 이 법안은 2002년에 발효되어 짐바브웨 정부 자산에 대한 동결 조치로 이어졌다. 이 법안은 빌 프리스트와 함께 당시 미 상원의원 힐러리 클린턴, 조 바이든, 러스 파인골드, 그리고 제시 헬름스가 함께 발의하였다. ZDERA 제4C 조항 ("다각적 금융거래 제한")에 따라, 미 재무장관은 제3조항에 명시된 국제금융기관에 소속된 미국 사무관들에게 다음과 같이 지시하게 되었다: "(1) 어떠한 기관의 짐바브웨 정부에 대한 대출, 신용 또는 보증의 확대; (2) 짐바브웨 정부의 미국 혹은 어떠한 국제금융기관에 진 부채에 대한 취소 혹은 감소; 이 두 결정에 반대한다."
2003년, 짐바브웨의 경제가 붕괴되었다. 당시 짐바브웨 전체 인구의 1/4에 해당하는 1,100만여명의 인구가 짐바브웨를 떠났다. 한편 짐바브웨에 남은 3/4의 인구는 하루에 미국 달러 $1보다도 적은 돈으로 연명하고 있었다.
2005년 짐바브웨 총선 직후, 짐바브웨 정부는 "무람밧스비나 작전"을 시행하였다. 이 작전은 짐바브웨의 도시지역에서 발생하고 있는 불법 시장과 빈민가 문제를 해결하는 일환이였으나, 작전으로 인해 도시의 상당한 인구가 무주택자로 전락하게 되었다. 짐바브웨 정부는 이 작전을 짐바브웨 국민들에게 양질의 거주환경을 제공하기 위한 시도라 표현하였으나, 국제앰네스티 등과 같은 단체들은 당국이 이와 같은 주장을 제대로 입증하고 있지 않다고 밝혔다.
2008년 3월 29일, 짐바브웨는 총선과 함께 대통령 선거를 함께 실시하였다. 선거결과는 2주동안 보류되었는데, 이는 당시 민주변화운동 - 창기라이 (Movement for Democratic Change - Tsvangirai, MDC-T) 정당이 짐바브웨 의회에서 1석 차이로 과반수를 차지하였다고 알려진 이후에 발생한 조치였다.
2008년 7월 10일, 러시아와 중국은 영국과 미국이 함께 발의한 유엔 짐바브웨 제재에 거부권을 행사하였다. 당시 미국이 작성한 결의안에는 무가베 정권에 대한 무기 금수 조치가 포함되어 있었다. 그러나 베트남, 남아프리카 그리고 리비아 등의 국가들은 짐바브웨에 대해 '국제 평화와 안전에 대한 위협'이 아니라고 주장하면서, 당시 위원회의 15개국 중 9개국이 이에 반대하였다.
2008년 짐바브웨는 콜레라 사망자가 500명에 달하기 시작하면서 비상사태를 선포했다. 짐바브웨에서 시작된 콜레라는 인근 국가들로 퍼지기 시작했다. WHO는 짐바브웨 콜레라 사태의 근본원인은 훼손된 배관 시설의 박테리아이며, 물을 통해 전염되고 있다고 밝혔다.
2008년 말, 짐바브웨는 열악한 생활조건, 공중보건 (12월에 발생한 콜레라 유행), 그리고 여러 기초적인 문제에서 위기상황을 겪었다. 또한 짐바브웨의 식량부족 문제가 대두되자, 비정부단체들이 정부를 대신하여 짐바브웨에 식량을 공급하는 역할을 맡았다.
2008년 9월, 창기라이와 무가베 대통령과의 권력 분담에 대한 합의가 이루어지면서, 전직 총리가 계속하여 총리직을 역임하는 것을 허용하게 되었다. 그러나 양측의 소속 정당간의 의견 차이로, 합의 내용은 2009년 2월 13일까지 완전히 이행되지 않았다. 2010년 12월 즈음, 무가베는 "서방의 제재"가 해제되지 않으면 짐바브웨의 모든 민간 소유 회사들을 강제 몰수할 것이라 밝혔다.
2011년 프리덤 하우스의 조사에 따르면 짐바브웨는 권력 분담의 합의가 이루어진 후 국민들의 생활조건이 개선되었다고 한다. 유엔 인도주의 업무 조정국은 2012-2013 연간 계획서에서 "2009년 이후 짐바브웨의 인도주의 상황이 크게 개선되었으나, 여전히 많은 사람들에게 불안정한 상황이다"라고 밝혔다.
2013년 1월 17일, 당시 짐바브웨 부통령 존 은코모가 하라레 세인트 앤 병원에서 78세의 나이로 암으로 사망하였다. 2013년 짐바브웨 국민선거에서 대통령의 권한을 축소하는 내용의 새로운 헌법이 통과되었다.
무가베는 2013년 열린 짐바브웨 대통령 선거에서 재선에 성공하였다. 당시 이코노미스트는 "조작된", 데일리 텔레그래프는 "도둑맞은" 선거라 표현하였다. 한편 민주변화운동은 대규모 조작 가능성을 제기하며 법원을 통해 이를 호소했다. 한편 2014년 12월 열린 ZANU-PF 당 회의에서 무가베 대통령이 연설 도중 실수로 야당이 2008년 선거 당시 73%를 득표한 사실을 밝혀 논란이 일었다. 무가베와 ZANU-PF 정권은 재집권 이후 일당제를 재도입하고 공무원 수를 2배로 늘렸다. 당시 이코노미스트는 이에 대해 "실정과 휘황천란한 부패"에 착수하였다고 보도하였다. 2017년 안보학 연구소 (Institute for Security Studies)의 연구에 따르면, 짐바브웨의 정부와 경제가 몰락하면서 "정부가 소속 기관들에게 자신의 무능함 대신 부패를 통해 자금을 조달하는 것을 권장"한다고 분석되었다. 부패행위 중에는 여행자들을 대상으로 한 광범위하고 비공식적인 경찰의 검문 과정에서 발생하는 무분별한 벌금이 포함되었다.
2016년 7월 짐바브웨의 경제 붕괴를 두고 전국적인 시위가 열렸고, 당시 재무부 장관은 "현재 우리에겐 아무것도 없습니다."라고 시인하였다.
2017년 11월, 당시 짐바브웨 부통령 에머슨 음낭가과가 해임된 직후 군부에서 쿠데타를 일으켜 무가베를 가택연금하는 사태가 벌어졌다. 군부는 자신들의 행동이 쿠데타가 아니라고 부인하였다. 무가베가 2017년 11월 21일에 사임하게 되면서, 37년간의 무가베의 독재도 끝나게 되었다. 짐바브웨의 헌법에 따르면, 무가베의 대통령직은 부통령인 펠레케젤라 음포코가 이임받아야 하나, ZANU-PF당 원내 총무 러브모어 마투케는 로이터에 음낭가과가 대통령으로 임명될 것이라고 밝혔다.
2017년 12월, 짐바브웨 뉴스에서 다양한 통계를 통해 무가베 정권의 실적을 계산하여 공개하였다. 짐바브웨 뉴스에 따르면, 짐바브웨의 1980년 독립 직후, 짐바브웨는 연간 5%의 경제 성장률을 보였으며, 이는 상당 기간 동안 지속되었다. 만약 이 경제 성장률이 37년 동안 지속되었을시, 짐바브웨는 2016년 $520억 미국 달러의 GDP를 달성할 수 있다고 추정되나, 2016년 기준 짐바브웨의 GDP는 $140억 미국 달러에 그쳤다. 1980년 짐바브웨의 인구 성장률은 연간 3.5%로 아프리카에서 가장 높은 수준을 기록하였다. 이는 매 21년마다 인구가 이전의 2배를 달성할 수 있는 수치로, 만약 이 성장률이 지속되었을 때 짐바브웨의 인구는 3,100만 명까지 증가되었을 것으로 추정되나, 2018년 기준 짐바브웨의 인구는 1,300만 명으로 기록된다. 이는 기아와 질병으로 인한 사망과 출산률의 감소에 인한 것이라고 분석된다. 짐바브웨의 기대수명은 절반으로 감소하였고, 1980년부터 짐바브웨 정부가 지원하거나 관여한 정치적 폭력사태에 희생된 사망자는 20만 명을 넘어선다. 무가베 정권은 37년 동안의 집권 기간 동안 직간접적으로 최소 300만 명의 짐바브웨인들을 살해하였다. 유엔세계식량계획에 따르면, 최근 짐바브웨가 겪은 여러 차례의 가뭄에 의해 200만 명의 인구가 기아 상태에 직면하고 있다고 한다.

## 행정 구역

짐바브웨의 주

## 경제
2008년 미화 1달러에 대한 짐바브웨 달러화의 가치는 무려 200억 달러이다. 이렇게 화폐가치가 워낙 빠른 속도로 떨어지다 보니 지폐에 올 해 말까지만 사용하도록 유통기간을 표시할 정도이며, 또한 짐바브웨 정부는 돈을 한꺼번에 찾지 못하도록 하루 인출 금액을 1000억 짐바브웨 달러(미화로 5달러를 조금 넘는 수준)로 제한하고 있다. 이렇게 화폐가치가 땅에 떨어지면서 물가는 천정부지로 치솟아 연평균 물가 상승률이 220만%에 이르렀다.
2009년 9월 24일(한국 시각), KBS 뉴스 보도에 따르면 짐바브웨 정부는 자국의 화폐(짐바브웨 달러)를 없애고 미국과 유럽 등지의 다른 나라 화폐를 통용시킴으로써 점차 안정을 찾아가고 있다. 그러나 지폐만이 통용되고 있어 거스름돈을 받지 못하는 상황이 발생하였으며, 농촌 지역에서는 화폐 사용 대신에 물물교환이 거래수단이 되어가고 있다. 게다가 주요 공산품 가격이 여전히 주변 국가들의 3~4배에 달하는 상황이어서 안정이 깨질 것처럼 보이고 있다. 이에 대해 짐바브웨 정부는 불편하긴 해도 짐바브웨 내의 경제가 제 궤도에 오를 때까지 자체 화폐 사용을 하지 않겠다고 밝혔다. 이에 따라 짐바브웨 정부는 당분간 자국의 화폐를 대신하여 US 달러로 화폐를 대체하기로 결정했다.
이는 짐바브웨 달러화의 가치는 수직하강을 하고 있기 때문으로, 2010년에는 달걀 한개가 3500억 짐바브웨 달러, 즉 1조 짐바브웨 달러로 달걀 3개조차 구매할 수 없는 지경에까지 이르렀다.
2015년 6월 11일(현지시간) 짐바브웨 준비은행은 자국의 화폐를 폐지하고 미화로 교체한다고 밝혔다. 3경5000조 짐바브웨달러가 미국 1달러로 교체된다.
현재 짐바브웨의 새 통화는 RTGS 달러로 대체되면서 기존의 미국 달러, 유로, 남아프리카 공화국 랜드, 보츠와나 풀라, 나미비아 달러, 영국 파운드, 오스트레일리아 달러, 인도 루피, 일본 엔, 런민비,  대한민국 원, 러시아 루블, 스위스 프랑 등 여러 통화가 짐바브웨 달러의 대체 통화들을 이용해야 하는 불편을 안긴 적이 있었다.

## 지리
짐바브웨는 남아프리카에 자리잡은 내륙국이며 남쪽으로 남아프리카공화국, 서쪽으로 보츠와나, 북서쪽으로 잠비아, 동쪽으로 모잠비크와 접한다. 또한 나미비아는 짐바브웨랑 서쪽에서 딱 한 부분 만난다. 북서쪽 국경은 잠베지 강으로 나뉜다. 짐바브웨의 가장 높은 곳은 냥가니 산(Mount Nyangani)이며 해발 2,592 m이다. 동쪽 부분에는 냥가니 국립 공원이 있다. 가장 낮은 곳은 룬데 강, 사베 강과 접한다. 빅토리아 호수는 가장 중요한 관광지이다. 강수가 불규칙적인 탓에 가뭄이 잦으며 폭풍과 같은 기상 피해도 잘 나타나지 않는다.

### 환경 문제
가장 중요한 환경 문제는 무분별한 삼림 채벌으로 인한 토양 침식과 화전민으로 인한 대기 오염, 수질 오염 등이 있다. 또한 짐바브웨 일대에서 가장 많은 개체수를 누렸던 검은코뿔소가 사냥으로 인해 개체 수가 급감하면서 이 또한 큰 문제로 떠오르고 있다. 이외에도 광물 채취와 이에 대한 대책 부재로 폐기물이 처리되지 않고 방치되어 어려움을 겪고 있다.

## 기후
국토의 대다수가 열대기후이지만 고도차이가 나서 기후가 달라지기도 한다. 11월에서 3월까지가 우기로서 비가 잦다. 짐바브웨 국토의 대다수가 고원 지대이고 이 고원에도 고도 차이가 나다보니 산 지대 인근에는 비가 많이 오는 경향이 나타나며 동쪽 지대에 그래도 비가 잦은 편이다. 짐바브웨는 전국이 사바나로 덮여 있고 이 나라의 별명은 '동물의 왕국'이다. 이렇게 짐바브웨가 동물의 왕국이다 보니, 많은 동물학자들이 이곳을 찾는다.

## 사람과 언어
2000년 2월의 헌법안의 4조 1항에 보면 "공용어는 영어, 쇼나어, 은데벨레어, 벤다어, 남뱌어, 샹간어, 칼랑가어, 수투어, 퉁가어이다."라고 규정하고 있으며, 동조 2항에 보면 "영어는 기록 언어다"라고 규정하고 있다.
그러나 위 헌법안은 2000년 2월 12일과 13일에 걸쳐 실시한 국민투표에서 54.68%가 반대하여 부결되었다. 현행 헌법은 일부 수정을 하여 2005년 9월 14일에부터 효력이 발생한 것인데 위 2000년 헌법안에 포함된 언어에 관한 4조는 폐기되었다. 다만,‘판사의 자격’에 대해서 규정하고 있는 82조와 87조에 “영어는 하나의 공식어다.”는 규정만 있을 뿐이다.

## 문화

### 종교
짐바브웨는 종교의 자유가 있으며, 기독교, 이슬람, 전통종교를 믿고 있다. 짐바브웨 기독교 교파로는 개신교(최대교단 짐바브웨 하느님의 성회), 짐바브웨 성공회(남아프리카 성공회에 속해 있다.), 로마 가톨릭교회, 아프리카 토착 기독교(아프리카 사도교회)가 있으며, 전 종교인의 61.7%가 기독교인이다.이슬람은 인도사람과 렘바족이 믿고 있으며, 전 종교인의 1.6%를 차지한다. 전통종교는 전 종교인의 32.6%가 믿는다.

## 대한관계
로디지아로 독립한 후 이 나라는 국제적으로 제재 대상이었기 때문에 대한민국은 이 나라를 승인하지 않았다. 1980년 짐바브웨가 건국되면서 대한민국은 곧바로 짐바브웨를 승인하였으나, 이 나라는 곧바로 마르크스-레닌주의 정책을 추진하면서 조선민주주의인민공화국과만 수교하고 대한민국과의 외교관계는 수립하지 않았다. 총리와 대통령이던 로버트 무가베는 1980년대에 여러 차례 북한을 방문하는 등 북한과 우호적인 관계를 유지하였으나, 계속하여 대한민국과의 수교는 이루어지지 않았다.
그러나 대한민국과는 경제·문화 교류를 하였으며, 1988년 서울 올림픽에도 참여하였다. 양국은 수교 이전부터 비교적 활발한 무역 거래를 하였으며, 1994년 정식으로 국교를 수립하였다. 이에 따라 짐바브웨는 남북한 동시수교국이 되었다. 대한민국은 1995년 주 짐바브웨 대사관을 개설하였으나, 북한은 1998년 주 짐바브웨 대사관을 폐쇄하였다. 그 후 대한민국과의 관계는 꾸준히 증가되어 2006년 한국 교민 127명, 체류자 70명이다.

## 스포츠
축구는 짐바브웨에서 가장 인기있는 종목이다. 국가대표팀은 아프리카 네이션스컵 본선에 세 차례 진출했고, COSAFA 컵에서 네 차례, CECAFA 컵에서는 한 차례 우승한 이력이 있다. 올림픽 수영에서 금메달을 차지한 커스티 코벤트리가 이 나라 출신이다.